# Tadtad
Tadtad, Eigenbezeichnung Sagrado Corazon Señor ist eine philippinische Paramilitärische Gruppe, welche in der Davao-Region (Mindanao) ihre Opfer mit Bolomessern verstümmelt.
Tadtad ist eine Onomatopoesie, welche den Klang eines Bolomessers, das in menschliches Fleisch schneidet nach ahmt.